# Life goes on (CHEMISTRYの曲)
「Life goes on」（ライフ・ゴーズ・オン）はCHEMISTRY24枚目のシングル。2008年8月20日発売。発売元はデフスターレコーズ。

## 解説
前作「輝く夜」から8カ月ぶり、アルバム『Face to Face』から7カ月ぶりのリリース。フジテレビ系アニメ『西洋骨董洋菓子店〜アンティーク〜』オープニング・エンディングテーマ曲として2008年7月より採用。OPは「〜side K〜」1番、EDは「〜side D〜」2番使用。
初回盤はアニメ原作者よしながふみによる、描き下ろしステッカー封入。
「Life goes on」はシングル初のCHEMISTRY2人による作詞作曲楽曲（谷口尚久共作）。アレンジも同じ楽曲を川畑・堂珍それぞれプロデュースする初の試みをしている。川畑プロデュースの「Life goes on 〜side K〜」はエレクトロニック風のアップテンポナンバー。堂珍プロデュースの「Life goes on 〜side D〜」はアコースティック・ギターによるバラード風。1番・2番・大サビそれぞれソロがある。「〜side K〜」「〜side D〜」それぞれパート分けも異なっている。MVは「〜side K〜」で制作、中村剛が監督。MV内で初めて川畑が帽子を脱いだ姿を披露。

## 収録曲
作詞・作曲：川畑要・堂珍嘉邦・谷口尚久
1. Life goes on 〜side K〜
  - 編曲：Tomokazu"T.O.M"Matsuzawa

フジテレビ系アニメ『西洋骨董洋菓子店〜アンティーク〜』オープニングテーマ
2. Life goes on 〜side D〜
  - 編曲：谷口尚久

フジテレビ系アニメ『西洋骨董洋菓子店〜アンティーク〜』エンディングテーマ
3. Life goes on 〜side K〜 [Less Vocal]
4. Life goes on 〜side D〜 [Less Vocal]